# Pabstia placanthera
Pabstia placanthera es una especie de orquídea epifita originaria  de Brasil.

## Descripción
Es una orquídea de tamaño pequeño, con hábitos de epífita y con pseudobulbos ovales que llevan de 2 a 3 hojas lanceoladas. Florece en el otoño en una corta inflorescencia,  raramente dos.

## Distribución
Se encuentra en el Estado de Río de Janeiro de Brasil.   

## Taxonomía
Pabstia placanthera fue descrita por (Hook.) Garay y publicada en  Bradea, Boletim do Herbarium Bradeanum 1(27): 308. 1973.
Etimología
Pabstia: nombre genérico que fue otorgado en homenaje a Guido Frederico João Pabst, estudioso de las orquídeas brasileñas.
placanthera: epíteto latino 
Sinonimia
- Colax placantherus (Hook.) Lindl.
- Maxillaria cyanocheile Hoffmanns.
- Maxillaria placanthera Hook.
- Maxillaria viridis var. stenosepala Regel
- Zygopetalum placantherum (Hook.) Schltr.	[1][3][4]